# Cornelis de Bondt
Cornelis de Bondt (* 9. Dezember 1953 in Den Haag) ist ein niederländischer Komponist und Musikpädagoge.

## Leben
De Bondt studierte am Königlichen Konservatorium in Den Haag Musiktheorie bei Hein Kien, Ineke Kien-Vermaas und Diderik Wagenaar und Komposition bei Jan van Vlijmen und Louis Andriessen. 1984 schloss er das Studium mit dem Preis für Komposition ab. Ab 1988 unterrichtete er Musiktheorie, ab 2006 Komposition am Königlichen Konservatorium. Dort startete er mehrere Projekte, darunter die Ästhetikklasse The Technique of Beauty, das Laboratorium für Studenten und Almunen Atelier (mit Jeremiah Runnels und Yedo Gibson, 2011), den Research Concert Cycle mit Ivan Babinchak und Stefano Sgarbi und verschiedene Projekte auf dem Gebiet der Alten Musik. 2001–02 gab er eine Meisterklasse in Kanada.
Er komponierte Werke für verschiedene Musiker, Ensembles und Orchester, darunter den Zyklus Het gebroken oor (ab 1984), Bloed (1997–2001) und das Klavierkonzert Die wahre Art (2000, der Titel spielt auf Carl Philipp Emanuel Bachs Lehrwerk Versuch über die wahre Art das Clavier zu spielen an). Als Reaktion auf die Politik der niederländischen Regierung, die Künstler zu „Kulturunternehmern“ zu erklären, zog de Bondt 2013 seine sämtlichen Partituren aus dem öffentlichen Raum zurück. Im MS-DOS-Lab am Königlichen Konservatorium entwickelte er eine neue Art von Partituren: digitale Benutzerhandbücher, mit denen jeder Interpret seine eigene Version einer Partitur erstellen kann.

## Werke
- Bint, geschrieben für das Ensemble Hoketus  (1979–1980)
- Karkas, für großes Ensemble (1981–1983)
- Het gebroken oor, Zyklus (1984–1996)
- Bloed, für Stimme und Orchester (1997–2001)
- Bloed II, geschrieben für das Hilliard Ensemble und das Netherlands Wind Ensemble (1997–1998)
- Die wahre Art, Klavierkonzert (2000)
- Gli toccha la mano, geschrieben für Cristina Zavalloni, das Orkest De Volharding und die Band Icebreaker (2002)
- Quene Note, komponiert für das JeugdOrkest Nederland unter Leitung von Jurjen Hempel (2006)
- Gran Sinfonia – Il tempo giusto, für Orchester (UA mit der Radio Kamer Filharmonie unter Otto Tausk, 2010)
- Grand Hotel, komponiert für Gerard Bouwhuis
- De Tragische Handeling, komponiert  für das LOOS Ensemble
- De Deuren Gesloten für das Ensemble Kaalslag